# Fuochi piromusicali
I fuochi piromusicali sono un insieme di fuochi d'artificio lanciati in un certo ordine e con una certa tempistica determinata dal pyrodesigner e/o dal pirotecnico.
I fuochi d'artificio vengono lanciati a ritmo di musica.